# Deutscher Schauspielerpreis 2014
Die dritte Verleihung des Deutschen Schauspielerpreises fand am 10. Februar 2014 im Berliner Theater des Westens statt. Die Jury bestand aus Heikko Deutschmann (Vorsitz), Esther Esche, Sara Sommerfeldt, Robert Stadlober, Christine Urspruch, David Zimmerschied, Charlene Beck, Thomas Darchinger, Hanno Friedrich und Oliver Wnuk.

## Preisträger und Nominierte

### Schauspielerin in einer Hauptrolle
Julia Koschitz für Pass gut auf ihn auf!
Ursula Strauss für Tod in den Bergen
Lina Wendel für Silvi

### Bester Schauspieler in einer Hauptrolle
Klaus Maria Brandauer für Die Auslöschung
Harald Krassnitzer für Tatort: Unvergessen
Fritz Karl für Unter Feinden

### Schauspielerin in einer Nebenrolle
Christine Schorn für Das Leben ist nichts für Feiglinge
Christina Große für Mandy will ans Meer
Katharina Schüttler für Freier Fall

### Schauspieler einer Nebenrolle
Michael Maertens für Finsterworld
Kida Khodr Ramadan für Ummah – Unter Freunden, Habib Rhapsody
Fabian Hinrichs für Tatort: Der tiefe Schlaf

### Schauspielerin Nachwuchs
Emilia Schüle für Tatort: Wegwerfmädchen
Martina Schöne-Radunski für Kaptn Oskar
Sinja Dieks für Die sechs Schwäne

### Schauspieler Nachwuchs
Julius Feldmeier für Tore tanzt
Leonard Carow für Tatort: Dinge, die noch zu tun sind
Edin Hasanović für Tatort: Gegen den Kopf

### Schauspielerin in einer komödiantischen Rolle
Gisela Schneeberger für Im Schleudergang, Add a Friend, Eine ganz heiße Nummer
Friederike Kempter für Die LottoKönige, Add a Friend
Sonsee Neu für Pastewka

### Schauspieler in einer komödiantischen Rolle
Arnd Klawitter für Oh Boy, Harry nervt
Bjarne Mädel, Florian Lukas für Der Tatortreiniger
Stephan Grossmann für Weissensee

### Starker Auftritt
Florian Teichtmeister in  Spuren des Bösen – Racheengel
Arnd Klawitter in Oh Boy
Michael Fuith in Blutadler

### Ensemble in einem Kino-/Fernsehfilm
Kohlhaas oder die Verhältnismäßigkeit der Mittel

### Ensemble in einer Fernsehserie
Weissensee (2. Staffel)

### Ehrenpreis „Lebenswerk“
für Senta Berger

### Ehrenpreis „Inspiration“
für Günter Rohrbach

### Sonderpreis „Starker Einsatz“
In Zusammenarbeit mit der ver.di Filmunion:

Ulrike Grote und Ilona Schulz

### Sonderpreis „Extrastarker Einsatz“
Heinrich Schafmeister